# Булатов, Виктор Геннадьевич
Ви́ктор Генна́дьевич Була́тов (род. 22 января 1972, Челябинск, СССР) — советский и российский футболист, полузащитник, после завершения карьеры — тренер.

## Биография

### Клубная карьера
Начал играть в футбол в детской команде в Челябинске в спортивном клубе «Восход», первый тренер В. Н. Пермяков, после турнира в Калининграде переехал в московский спортивный интернат. В 1988 году в составе сборной РСФСР стал чемпионом Спартакиады народов СССР, которая проходила в Нижнем Новгороде. С 1990 года играл в астраханском «Волгаре».
В сезоне 1992/93 играл в мини-футбол за челябинский «Феникс», становился с ним бронзовым призёром чемпионата России.
В 1993 году вместе с тренером «Волгаря» Владимиром Юлыгиным уехал играть в болгарский клуб «Димитровград». В 1994 году дебютировал в высшей лиге в составе ставропольского «Динамо». В 1995—1997 гг. выступал за самарские «Крылья Советов». В 1998 году стал лучшим бомбардиром ФК «Торпедо» Москва. После этого его пригласил к себе московский «Спартак», в составе которого провёл три сезона, став трёхкратным чемпионом страны.
В 2007 году играл в составе казахстанского клуба «Астана». В 2008 году выступал в клубе первого дивизиона России «СКА-Энергия» (Хабаровск), также исполняя обязанности тренера. В конце июня 2008 года принял решение о завершении игровой карьеры и покинул «СКА-Энергию». В январе 2009 года начал обучение в ВШТ (Высшей школе тренеров).
4 июня 2009 года был заявлен в качестве игрока средней линии поля московского «Торпедо», выступавшего в первенстве России среди ЛФК.

### Тренерская карьера
В середине июля 2009 года было сообщено о вхождении Булатова в тренерский штаб новороссийского «Черноморца».
11 ноября 2009 года был назначен главным тренером смоленского «Днепра» из второго дивизиона, зона «Центр». На этом посту он сменил Армена Адамяна. 5 июня 2012 год Булатов покинул «Днепр», написав заявление об увольнении по собственному желанию. Причиной заявления стал конфликт с руководством команды, в частности с Львом Платоновым. Под его руководством в сезоне 2011/12 «Днепр» занял наивысшее в своей истории место в первенстве России — четвёртое. После увольнения из смоленского «Днепра» стал помощником главного тренера в ФК «Химки».
2 октября 2012 года Булатов приступил к работе в качестве главного тренера пензенского «Зенита».
С 2014 года являлся главным тренером молодёжной команды тульского «Арсенала». 15 июня 2015 года был назначен главным тренером «Арсенала» вместо ушедшего в московский «Спартак» Дмитрия Аленичева. В феврале 2016 года был отстранён от своей должности, хотя на тот момент туляки занимали третье место в турнирной таблице ФНЛ.
С 5 мая 2016 по 1 июня 2017 возглавлял московское «Торпедо» (зона «Центр» Первенства ПФЛ). В январе-апреле 2018 года тренировал «Чайку» из Песчанокопского (зона «Юг» ПФЛ).
В мае 2018 был назначен главным тренером клуба «Спартак-2» Москва. 10 января 2020 года отправлен в отставку Леонидом Федуном, который принял решение назначить главным тренером «Спартака-2» Романа Пилипчука, но об отставке он узнал только от генерального директора клуба Томаса Цорна, так как Федун был не в Москве. По словам Булатова, он не ожидал такого развития событий. Булатов со «Спартаком-2» провалился, одержав в 63 матчах всего 18 побед (28,6 % побед) — это худший результат в истории клуба, на момент увольнения клуб находился в зоне вылета из ФНЛ. Сам Булатов объяснял это тем, что «Спартак-2» являлся самой молодой командой в лиге и средний возраст её игроков составлял 19,6 лет, а также большой текучестью игроков.
5 февраля 2020 года назначен главным тренером смоленского клуба «Красный», который в 2019 году победил в третьем дивизионе в Союзе Федераций футбола «Центр», а летом 2020 года стартовал в ПФЛ. 3 декабря 2020 года покинул «Красный», причиной ухода явились накопившиеся долги и всяческое противодействие со стороны смоленских функционеров.
Готовил к сезону 2021 года команду «Ноа Юрмала» по приглашению новых владельцев клуба из холдинга «Ноа», но после того как они вышли из проекта, покинул клуб. 3 мая 2021 года возглавил дзержинский «Химик». 8 ноября 2021 года покинул «Химик», чтобы продолжить карьеру в другом клубе. 10 ноября 2021 года возглавил армянский «Ноа», заключив контракт до конца сезона 2021/22 с возможностью продления. В марте 2022 года совместно с руководством принял решение покинуть клуб.
С 14 июня 2022 года — главный тренер ФК «Челябинск». 14 июня 2023 года возглавил «Динамо» (Киров). 19 октября 2024 года вместе с командой занял 1-е место в группе 4 дивизиона «Б» Второй лиги, получив первый трофей в своей тренерской карьере.

## Статистика

### В качестве главного тренера
| Клуб                   | Начало работы  | Окончание работы | Результаты | Результаты | Результаты | Результаты | Результаты | Результаты | Результаты | Результаты |
| Клуб                   | Начало работы  | Окончание работы | И          | В          | Н          | П          | ГЗ         | ГП         | РМ         | В %        |
| ---------------------- | -------------- | ---------------- | ---------- | ---------- | ---------- | ---------- | ---------- | ---------- | ---------- | ---------- |
| Ника (Москва)          | 22 апреля 2009 | 7 июля 2009      | 17         | 1          | 5          | 11         | 12         | 36         | −24        | 005,88     |
| Днепр (Смоленск)       | 11 ноября 2009 | 5 июня 2012      | 80         | 37         | 20         | 23         | 117        | 85         | +32        | 046,25     |
| Зенит (Пенза)          | 2 октября 2012 | 15 июня 2014     | 47         | 15         | 19         | 13         | 44         | 42         | +2         | 031,91     |
| Арсенал-мол. (Тула)    | 7 июля 2014    | 14 июня 2015     | 30         | 14         | 8          | 8          | 49         | 37         | +12        | 046,67     |
| Арсенал (Тула)         | 15 июня 2015   | 23 февраля 2016  | 25         | 14         | 4          | 7          | 39         | 30         | +9         | 056,00     |
| Торпедо (Москва)       | 5 мая 2016     | 31 мая 2017      | 28         | 13         | 10         | 5          | 42         | 23         | +19        | 046,43     |
| Чайка (Песчанокопское) | 1 января 2018  | 5 апреля 2018    | 5          | 2          | 1          | 2          | 10         | 8          | +2         | 040,00     |
| Спартак-2 (Москва)     | 1 июня 2018    | 10 января 2020   | 63         | 18         | 17         | 28         | 82         | 90         | −8         | 028,57     |
| Красный                | 5 февраля 2020 | 3 декабря 2020   | 16         | 6          | 4          | 6          | 21         | 17         | +4         | 037,50     |
| Химик (Дзержинск)      | 3 мая 2021     | 8 ноября 2021    | 19         | 4          | 6          | 9          | 15         | 34         | −19        | 021,05     |
| Ноа                    | 10 ноября 2021 | 21 марта 2022    | 10         | 2          | 3          | 5          | 8          | 11         | −3         | 020,00     |
| Челябинск              | 14 июня 2022   | 14 июня 2023     | 29         | 12         | 8          | 9          | 42         | 31         | +11        | 041,38     |
| Всего                  | Всего          | Всего            | 369        | 138        | 105        | 126        | 481        | 444        | +37        | 037,40     |

Являлся главным тренером «Арсенал» в домашнем матче против ЦСКА, состоявшемся 21 марта 2015 года, когда Аленичев выставил в знак протеста молодёжный состав.

## Достижения
Командные
Спартак (Москва)
- Чемпион России (3): 1999, 2000, 2001

Терек
- Обладатель Кубка России: 2003/04

Личные
- В списках 33 лучших футболистов чемпионата России (3): № 1 (2000); № 2 (1997, 1999)
- Является первым футболистом, кому удалось стать обладателем золотых медалей всех профессиональных лиг России и Кубка страны, а также единственным в России игроком, перешедшим из большого футбола в мини, затем вернувшимся обратно[29].